# 武爾圖雷什蒂鄉 (蘇恰瓦縣)
47°31′20″N 26°22′53″E / 47.52222°N 26.38139°E
武爾圖雷什蒂鄉（羅馬尼亞語：Comuna Vulturești, Suceava），是羅馬尼亞的鄉份，位於該國東北部，由蘇恰瓦縣負責管轄，面積51平方公里，海拔高度357米，2002年人口3,745，人口密度每平方公里73人。